# 経済協力局
経済協力局（けいざいきょうりょくきょく）は、2006年まで設置されていた外務省の内部部局の一つで、主にODAの二国間援助を担当していた。
1955年7月に外務省アジア局に設置された賠償部、及び1959年4月1日に外務省経済局に設置された経済協力部を前身とし、これらが1962年5月8日に統合して経済協力局に昇格した。
現在の国際協力機構の前身にあたる、国際協力事業団や海外経済協力基金（いずれも特殊法人）などを所管した。
2006年8月に大臣官房の国際社会協力部と統合し、国際協力局となった。